# Meiko (Sängerin)

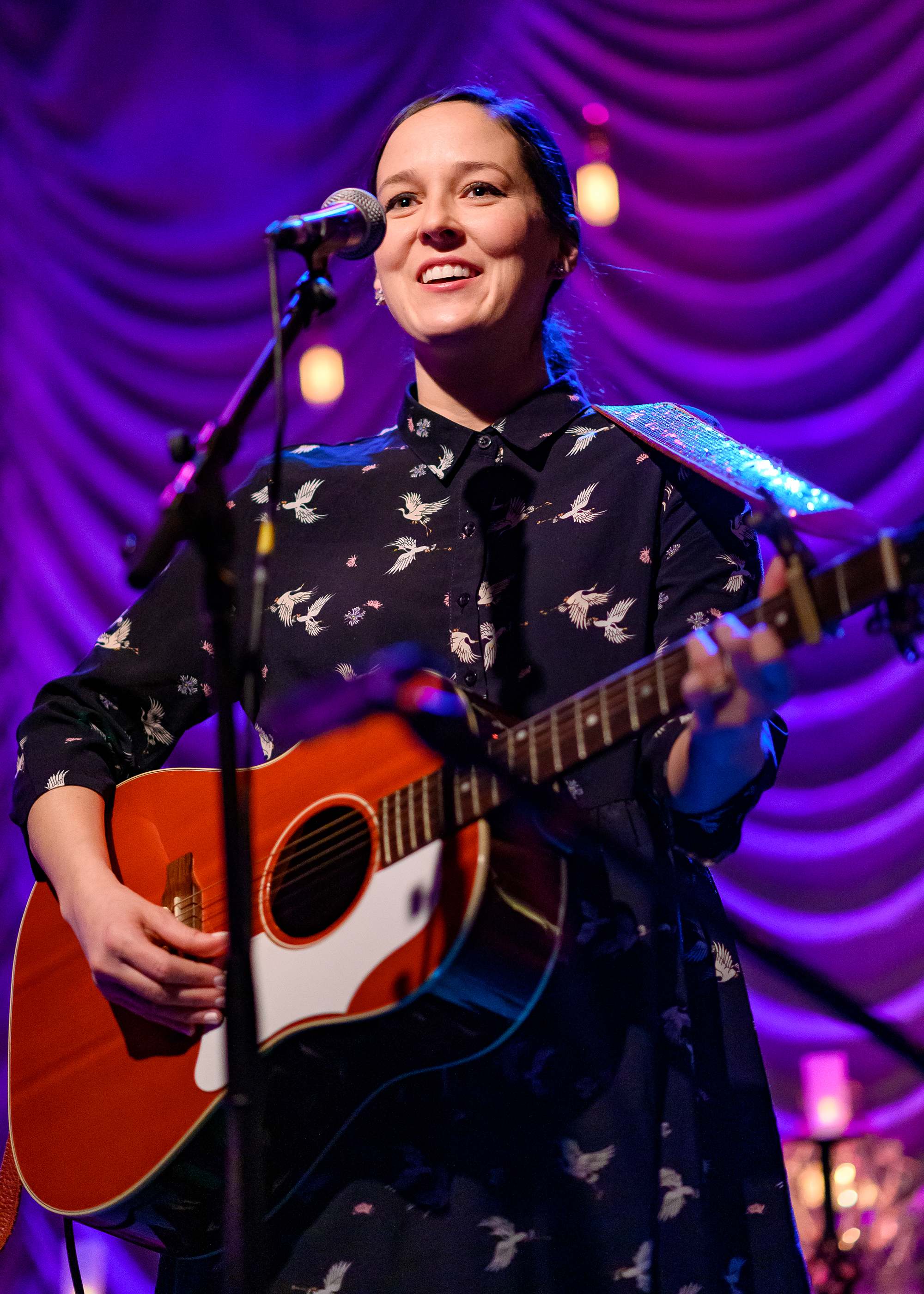
Meiko im Saint Rocke, Hermosa Beach 2019

Meiko (* 25. Februar 1982 in Roberta, Georgia) ist eine US-amerikanische Sängerin und Songwriterin.

## Leben
Am 1. September 2007 veröffentlichte Meiko ein nach ihr benanntes Album ohne die Hilfe eines Labels. Damit erreichte sie Platz 35 der US-amerikanischen „iTunes Top 100 Album Charts“ sowie für einen Monat Platz 1 der „iTunes Folk Album Charts“. Innerhalb der ersten neun Monate verzeichnete iTunes mehr als 200.000 Downloads ihres Albums. Mehrere ihrer Songs wurden in der Hauptsendezeit in verschiedenen Fernsehshows präsentiert.
Nachdem Meiko im Juni 2008 einen Plattenvertrag mit dem Label MySpace Records/DGC unterzeichnet hatte, veröffentlichte es in Zusammenarbeit mit Meikos eigenem unabhängigen Label Lucky Ear Music eine neue Version ihres Albums. Die Songs wurden hierfür neu abgemischt und neu gemastert. Die beliebtesten Songs wurden neu aufgenommen und der neue Song „Boys With Girlfriends“ dem Album hinzugefügt.
Die Neuveröffentlichung des digitalen Albums fand am 5. August 2008 statt und erreichte sowohl Platz 14 der „iTunes Top 100 Album Charts“ als auch Platz 1 in den „iTunes Folk Album Charts“. Der neue Song „Boys with Girlsfriends“ erreichte Platz 1 der „iTunes Folk Song Charts“. 
Meiko lebt seit April 2018 in Hamburg, hält sich aber laut ihres Twitter-Profils regelmäßig in  Macon (Georgia), Los Angeles (Kalifornien), Nashville (Tennessee) und London auf.

## Diskografie

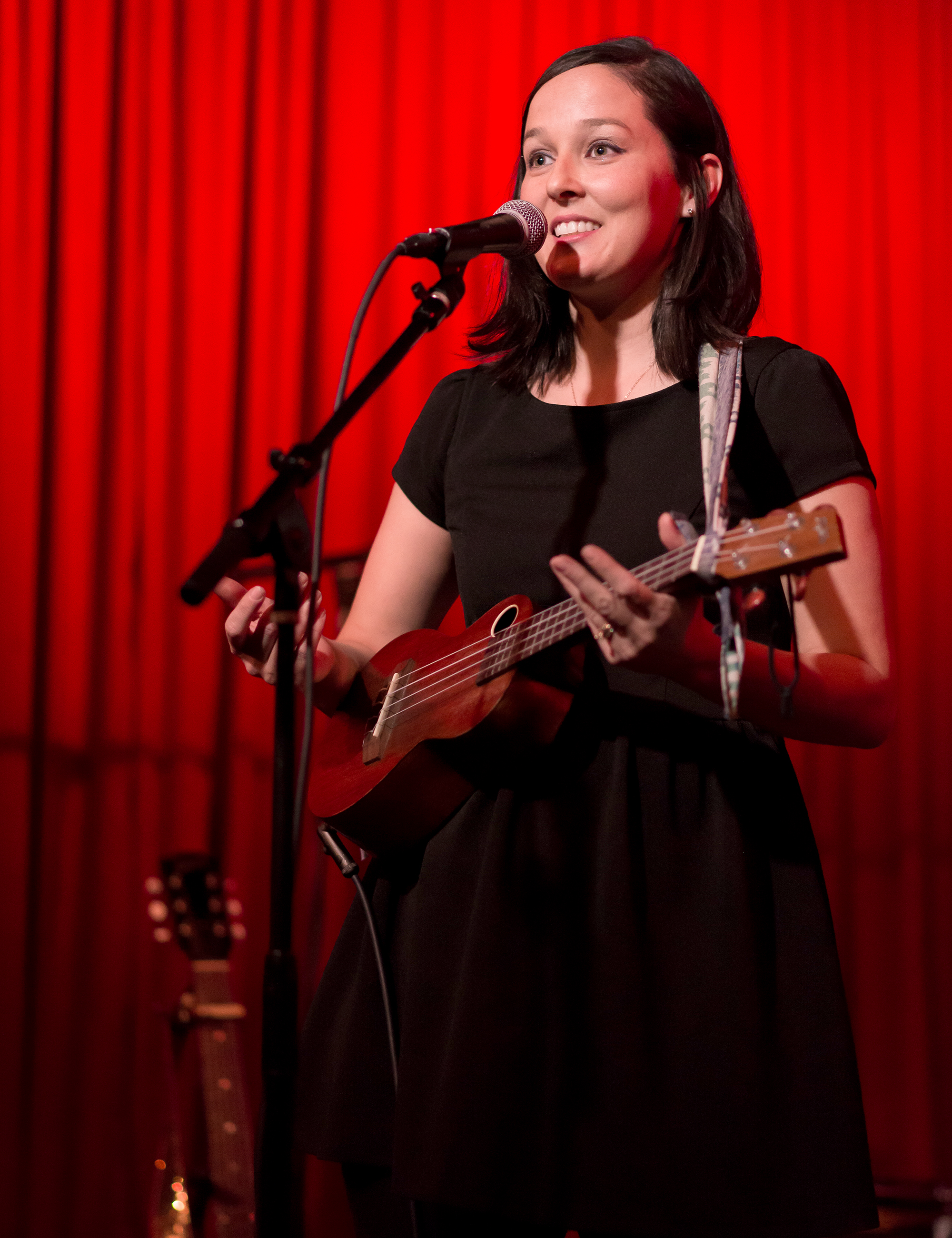
Meiko im Hotel Café, Hollywood 2018

### Alben
- Meiko (2007) (Eigenveröffentlichung)
- Meiko (2008) (Lucky Ear/MySpace/DGC)
- The Bright Side (2012) (Fantasy/Concord Records)
- Dear You (2014, Fantasy/Concord Records)
- Lovers & Fighters - EP (2015, Fantasy/Concord Records)
- Live Songs From The Hotel Cafe - EP (2015, self-released)
- Moving Day (2016, self-released)
- Playing Favorites (2018, Chesky Records)

### Singles
- X-Mas Song (2007) (Eigenveröffentlichung)
- Boys With Girlfriends (2008) (Lucky Ear/MySpace/DGC), #1 iTunes Folk Song

### Videos
- Boys With Girlfriends (2008) (Lucky Ear/MySpace/DGC)

### Offizielle Film Soundtracks
- Penelope Soundtrack - Piano Song

### Auftritte in TV-Shows
- The Bonnie Hunt Show - 8. September 2008 (Erste Sendung der Show)
- Late Night with Conan O’Brien - 11. September 2008
- Last Call with Carson Daly - 11. Dezember 2008